# 麴孝亮
麴孝亮，生卒年不詳，為中國麴氏高昌人物，為高昌左衛將軍、田地太守，曾為高昌使者前往北魏首都洛陽朝貢。其父麴沖為高昌君主麴嘉的哥哥，弟弟為麴孝真，侄子為麴叡芝。
承平七年（508年，北魏永平元年），麴嘉派兄子左衛將軍、田地太守麴孝亮到京師（洛陽）參朝，求內徙。北魏命龍驤將軍孟威率領涼州兵3千人出迎。
義熙九年（518年，北魏神龜元年）冬，麴孝亮請求內徙，沒有得到北魏許可。